# Свети Архангел Михаил (Средно Егри)
Вижте пояснителната страница за други значения на Свети Архангел Михаил.
„Свети Архангел Михаил“ (на македонска литературна норма: „Свети Архангел Михаил“) е възрожденска църква в битолското село Средно Егри, част от Преспанско-Пелагонийската епархия на Македонската православна църква – Охридска архиепископия.
Църквата е гробищен храм и е построена в първата половина на XIX век.
По време на Първата световна война в двора на църквата са погребани поручик Христо Хр. Хинов и поручик Лалю Ив. Лазаров, загинали на 30 октомври и 6 ноември 1916 година в село Кенали.